# 칭녠루역
칭녠루역(중국어: 青年路站)은 중국 베이징시 차오양구 바리좡 가도·핑팡 지구 접경의 차오양 북로(朝阳北路)·칭녠로(靑年路) 교차로에 위치한 베이징 지하철 6호선의 지하철역이다. 2012년 12월 30일 개업하였다.
2022년 5월 4일 코로나19 여파로 칭녠루역이 일시 폐쇄되면서 열차가 무정차 통과했으며 5월 29일에 운영을 재개했다.

## 위치
이 역은 차오양 북로(동서방향)와 칭녠로·쓰지싱허 서로(남북방향)의 교차로에 위치하며, 역은 동서로 배치되었다.

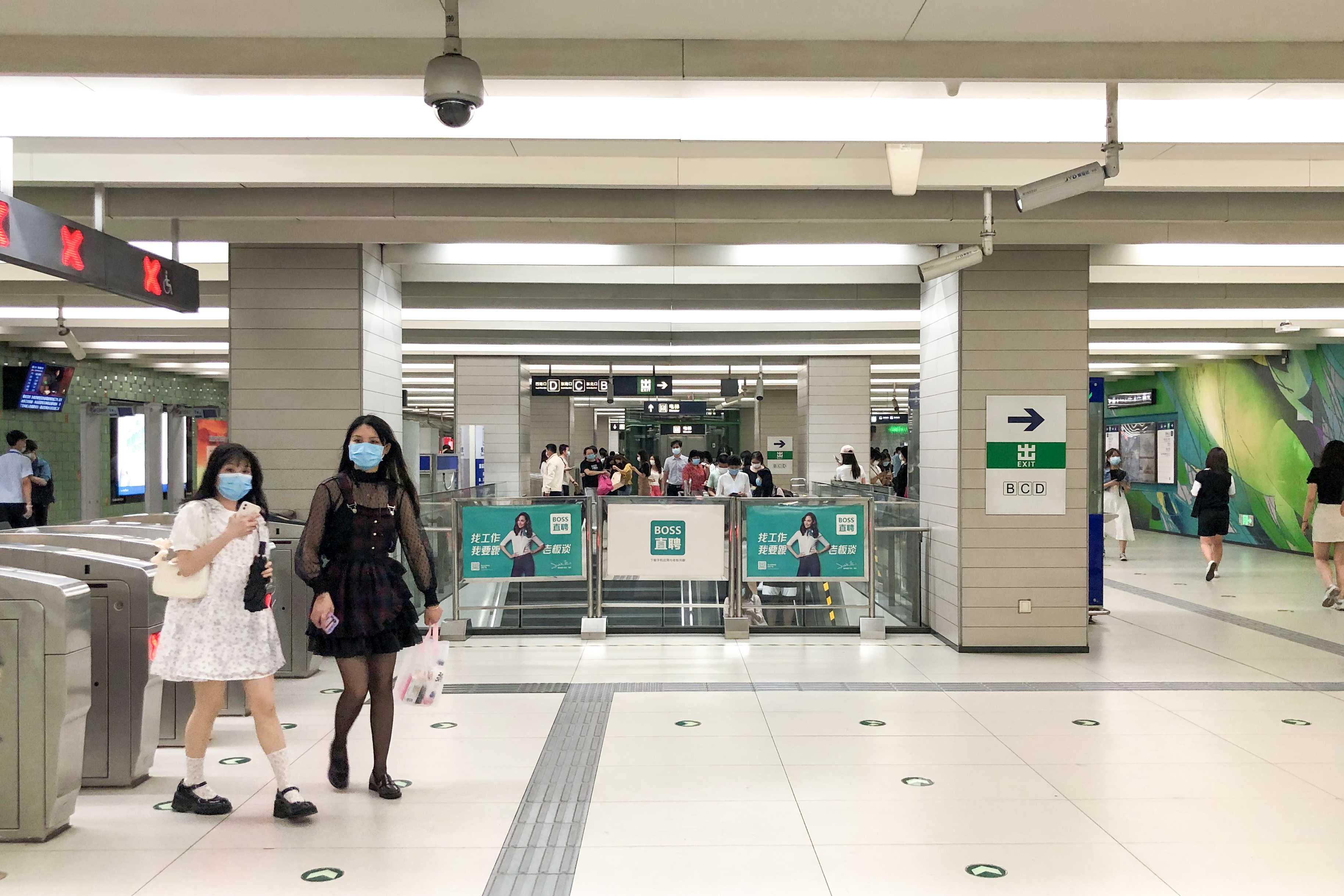
대합실 (2021년 6월)

칭녠로역은 지하 2층 2열 3경간의 섬식 승강장을 갖춘 역이며, 급행열차 통과선은 없다. 전체 길이 563m, 폭 12m이며, 《춘조용동(春潮涌动)》 제목의 예술벽화가 설치돼 있다.
| 지면층          | 가도                            | A—D출구                         |
| 지하 1층        | 대합실                          | 고객 센터, 자동발매기, 개집표기 |
| 지하 2층 승강장 | ←                               | ■ 6호선 진안차오 방면 (스리푸)  |
| 지하 2층 승강장 | 섬식 승강장, 왼쪽 출입문이 열림 |                                 |
| 지하 2층 승강장 | →                               | ■ 6호선 루청 방면(다롄포)       |

## 출구

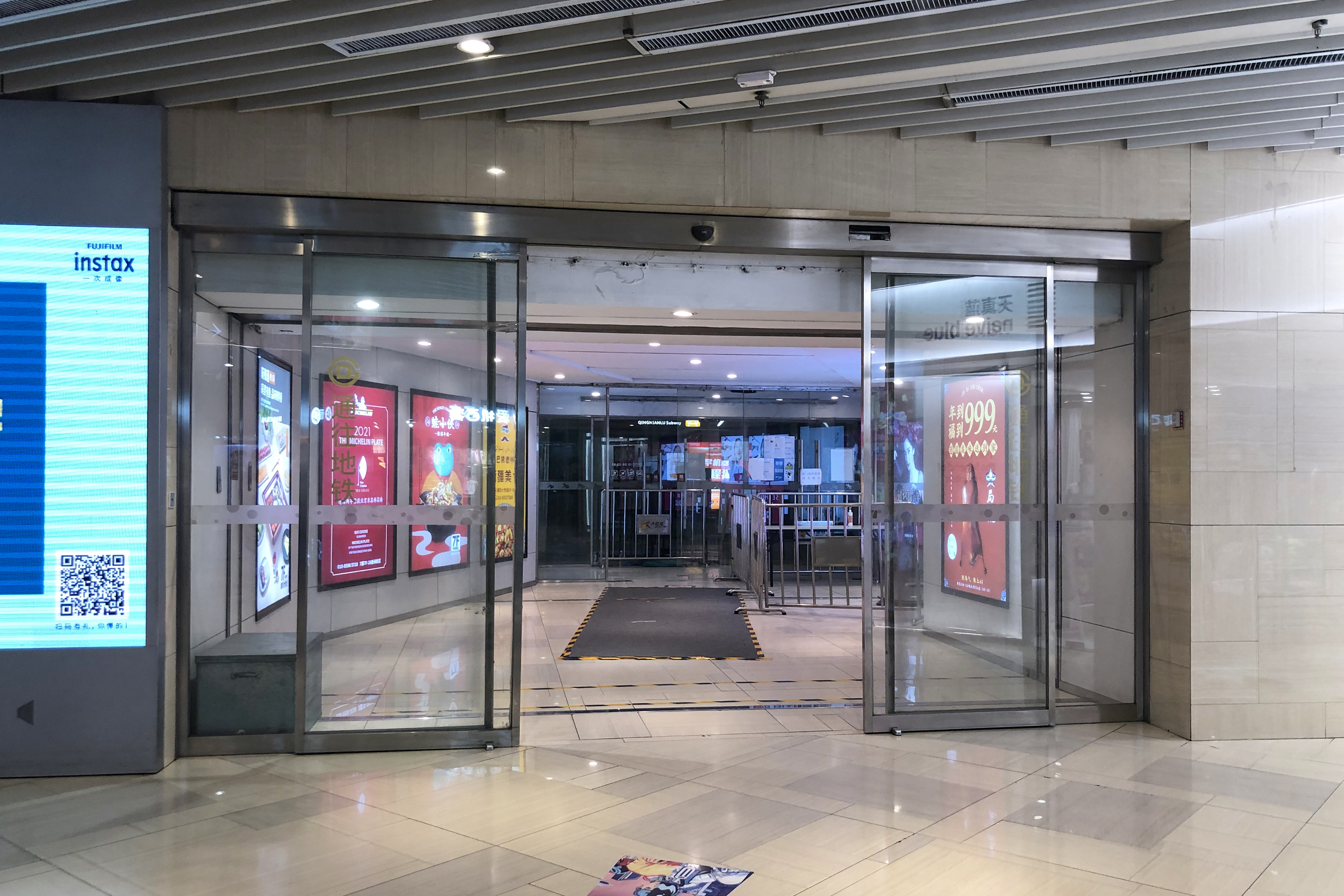
차오양 조이시티 지하 1층 지하철 출구

|                         |                                                                                 |      |             |
| 출구                    | 출구 인근                                                                       | 사진 | 무장애 시설 |
| 出口 · B                | 차오양 북로(북측), 차오양 다웨청, 칭녠로 소구, 베이징 차오양역 방면 버스 정류장 |      |             |
| 出口 · C                | 차오양 북로(남측), 톈어완(天鹅湾), 차오양야주(朝阳雅筑)                         |      |             |
| 出口 · D                | 차오양 북로(남측), 자이·청년클럽, 주장 로마정원                                 |      |             |
| 아이콘 설명: 엘리베이터 |                                                                                 |      |             |

## 같이 보기
1. ↑  “4条新线12月30日（周日）首班车起开通试运营”. 北京地铁. 2012년 12월 30일. 2013년 1월 1일에 원본 문서에서 보존된 문서. 2012년 12월 30일에 확인함.
2. ↑  “轨道交通6号线一期工程规划方案公告”. 北京市规划委员会. 2010년 1월 14일. 2010년 12월 27일에 원본 문서에서 보존된 문서. 2011년 9월 13일에 확인함.
3. ↑  汪震龙 (2011년 2월 25일). “北京地铁6号线最长站 青年路站全线率先封顶”. 《北京青年报》. 2011년 9월 13일에 확인함.[깨진 링크(과거 내용 찾기)]